# Eric Lee
Eric George Lee (Chester, 18 ottobre 1922 – Ottawa, giugno 1999) è stato un calciatore inglese, di ruolo centrocampista.

## Carriera

### Nazionale
Venne convocato nella Nazionale britannica che partecipò ai Giochi olimpici del 1948.